# 세니아 토스타도
세니아 토스타도(Xenia Tostado, 1981년 8월 27일 ~ )는 스페인의 배우이다.

## 출연 작품
- 알파: 바르셀로나마피아 (2013)
- 단지 키스, 맛있는 키스 (2010)
- 평점 제로 (2004)